# Ametit (màu)
 #9966CC 
Màu ametit là một màu tím vừa phải, trong suốt. Tên gọi của nó có nguồn gốc từ khoáng vật ametit, một thù hình của thạch anh. Mặc dù màu của ngọc ametit tự nhiên dao động từ màu tía đến màu vàng, màu ametit được nói đến ở đây như là màu tía vừa phải, nói chung được nhiều người cho là màu của các loại ngọc ametit. Nguồn gốc màu tía của ngọc ametit là đề tài của nhiều tranh cãi. Một số người cho rằng có màu này là do sự hiện diện của mangan, trong khi những người khác cho rằng màu ametit là do thioxyanat sắt hay lưu huỳnh tìm thấy trong ngọc ametit.

## Tọa độ màu
```
Số Hex
 = #9966CC

RGB
 (r, g, b) = (153, 102, 204)

CMYK
 (c, m, y, k) = (25, 50, 0, 20)

HSV
 (h, s, v) = (270, 50, 80)
```